# فهرست هراس‌های مرتبط با میل جنسی
هراس مرتبط با میل جنسی به ترس، تنفر یا هر گونه احساس منفی نسبت به یک رفتار جنسی به‌ویژه یا نسبت به افرادی که چنین رفتارهایی از خود بروز می‌دهند، گفته می‌شود. در نتیجه چنین هراسی، فرد ممکن است دچار پیش‌داوری، احساس انزجار، ناخشنودی، تنفر یا ترس بی‌دلیل شود.
- دوجنس‌گراهراسی – ترس یا ناخشنودی از دوجنس‌گرایی یا دوجنس‌گراها.
- دگرجنس‌گراهراسی – ترس یا ناخشنودی از دگرجنس‌گرایی یا دگرجنس‌گرایان.
- همجنس‌گراهراسی - ترس یا ناخشنودی از همجنس‌گرایی یا همجنس‌گرایان.
- لزبین‌هراسی - ترس یا ناخشنودی از همجنس‌گرایی زنانه یا زنان همجنس‌گرا.
- تراجنس‌هراسی - ترس یا ناخشنودی از تراجنسی یا تراجنسی‌ها.
- عشق‌هراسی - ترس یا ناخشنودی از هرگونه عشق‌ورزی.
- بی‌جنس‌گراهراسی  - ترس یا ناخشنودی از بی‌جنس‌گرایی یا بی‌جنس‌گراها.
- همه‌جنس‌گراهراسی - ترس یا ناخشنودی از همه‌جنس‌گرایی یا همه‌جنس‌گرایان.